# Special Olympics Demokratische Republik Kongo
Special Olympics Demokratische Republik Kongo (englisch: Democratic Republic of the Congo, abgekürzt DRC) ist der kongolesische Verband von Special Olympics International, der weltweit größten Sportbewegung für Menschen mit geistiger Beeinträchtigung und Mehrfachbeeinträchtigung. Ziel ist die sportliche Förderung dieser Personengruppe und die Sensibilisierung der Gesellschaft für sie. Außerdem betreut der Verband die kongolesischen Athletinnen und Athleten bei den Special Olympics Wettbewerben.

## Geschichte

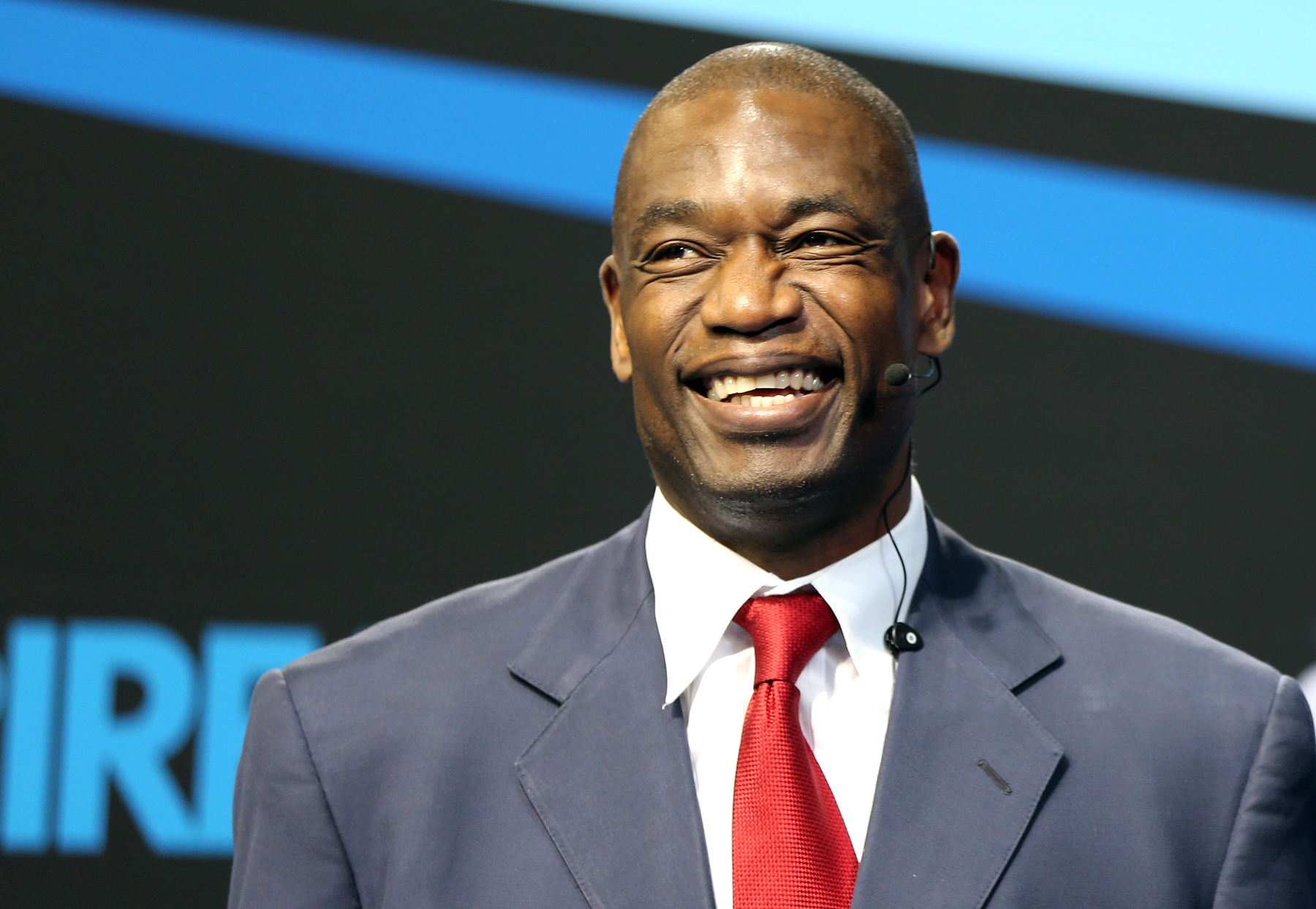
Dikembe Mutombo (2012)

Special Olympics Demokratische Republik Kongo hat seinen Sitz in Kinshasa. Das Präsidium konstituierte sich 2017.
Der aus dem Land stammende ehemalige Basketballspieler weltweite Botschafter von Special Olympics Dikembe Mutombo war eine Schlüsselfigur für die Förderung des Verbandes. Über seine Stiftung ermöglichte er dem Team seines Heimatlandes die Teilnahme an den Special Olympics World Summer Games 2015 in Los Angeles.

## Aktivitäten

### Sportarten
Es werden unter anderem folgende Sportarten vom Verband angeboten:
- Basketball (Special Olympics)[3]
- Leichtathletik (Special Olympics)[4]

### Teilnahme an Weltspielen vor 2020
• 2015 Special Olympics World Summer Games, Los Angeles, USA (4 Athletinnen und Athleten). Dies waren die ersten Special Olympics Weltspiele, an denen das Land teilnehmen konnte. Vorher war dies wegen des Bürgerkriegs nicht möglich gewesen.
• 2019 Special Olympics, World Summer Games, Abu Dhabi (3 Athletinnen und Athleten)

### Teilnahme an den Special Olympics World Summer Games 2023 in Berlin
Special Olympics Demokratische Republik Kongo nahm an den Special Olympics World Summer Games 2023 teil. Die Delegation wurde vor den Spielen im Rahmen des Host Town Program von Brühl betreut. Das Team gewann bei diesen Weltspielen eine Silbermedaille.